# ガロタンニン

ガロタンニンの中で最も単純なグルコガリン

ペダンキュラジンの構造

コリラギンの構造

ガロタンニン(Gallotannin)は、加水分解型タンニンの一つの分類であり、グルコースなどのポリオール炭水化物の水酸基と没食子酸がエステル化し、形成されるポリマーの総称である。

## 代謝
- 没食子酸 1-β-グルコシルトランスフェラーゼは、ウリジン二リン酸グルコースと没食子酸からウリジン二リン酸とグルコガリンを作る。
- β-グルコガリン O-ガロイルトランスフェラーゼは、グルコガリンから、D-グルコースと1-O,6-O-ジカロイル-β-D-グルコースを作る。
- β-グルコガリン-テトラキスガロイルグルコース O-ガロイルトランスフェラーゼは、グルコガリンと1,2,3,6-テトラキス-O-ガロイル-β-D-グルコースから1,2,3,4,6-ペンタガロイルグルコースを作る。
- タンナーゼは、ガロタンニン分解の鍵となる酵素であり、二没食子酸と水から没食子酸を作る。